# سباق جائزة لا مارسيليس الكبرى 2020
سباق جائزة لا مارسيليس الكبرى 2020 (بالفرنسية: Grand Prix La Marseillaise 2020)‏ هو سباق دراجات هوائية، وهو الموسم رقم 41 من السباق، وأقيم في 2 فبراير 2020، وامتدّ لمسافة 145.3 كيلومتر، وهو أحد سباقات طواف أوروبا للدراجات 2020، وهو من نوع سباق يوم واحد، وقد شارك في السباق 103 متسابقاً ووصل إلى نهايته 87 متسابقاً.
فاز فيه بالمركز الأول بينوا كوسنيفروي، وبالمركز الثاني فالنتين مادواس، وبالمركز الثالث Tom Devriendt ‏.

## الفرق
| فرق عالمية (4)- Groupama-FDJ - AG2R La Mondiale - Cofidis - NTT Pro Cycling فرق برو (7)- Total Direct Énergie - ديلكو ‏ - Arkéa-Samsic - فيتال كونسبت ‏ - Circus-Wanty Gobert - بنجوال باوليز ساوكس دبليو بي ‏ - سبورت فلاندرين بالويس 2020 ‏ فرق قارية (4)- إتش بي بي تي بي – أوبير 93 ‏ - Van Rysel–Roubaix ‏ - كيرن فارما 2020 ‏ - أكاديمية كمبوديا للدراجات 2020 ‏ |  |
| |  |

## التصنيف العام النهائي
| التصنيف العام         | التصنيف العام                    | التصنيف العام | التصنيف العام            | التصنيف العام     |
| العداء                | العداء                           | البلد         | الفريق                   | الوقت             |
| --------------------- | -------------------------------- | ------------- | ------------------------ | ----------------- |
| 1                     | بينوا كوسنيفروي                  | فرنسا         | AG2R La Mondiale         | 3 س 49 دقيقة 51 ث |
| 2                     | فالنتين مادواس                   | فرنسا         | Groupama-FDJ             | + 0 ث             |
| 3                     | Tom Devriendt ‏                   | بلجيكا        | Circus-Wanty Gobert      | + 0 ث             |
| 4                     | خيسوس هييرادة                    | إسبانيا       | كوفيديس                  | + 0 ث             |
| 5                     | إدوارد بلانكايرتإدوارد بلانكايرت | بلجيكا        | Sport Vlaanderen-Baloise | + 17 ث            |
| 6                     | كليمان فنتوريني                  | فرنسا         | AG2R La Mondiale         | + 17 ث            |
| 7                     | دامين توزي                       | فرنسا         | كوفيديس                  | + 17 ث            |
| 8                     | أنتوني تورجيس                    | فرنسا         | Total Direct Énergie     | + 17 ث            |
| 9                     | إيدفالد بواسون هاغن              | النرويج       | NTT Pro Cycling          | + 17 ث            |
| 10                    | أنتوني مالدونادو                 | فرنسا         | Saint Michel-Auber 93    | + 17 ث            |
| مصدر: ProCyclingStats |                                  |               |                          |                   |

## وصلات خارجية
- الموقع الرسمي
- لمحة عن سباق سباق جائزة لا مارسيليس الكبرى 2020 على موقع  ProCyclingStats   (برو  سايكلنج  ستاتس) - إحصاءات  محترفي  الدراجات.
- سباق جائزة لا مارسيليس الكبرى 2020 على موقع إحصائيات الدراجات الإحترافية (الإنجليزية)